# La Cité de la violence
Pour plus de détails, voir Fiche technique et Distribution.
La Cité de la violence (Città violenta) est un film italo-franco-américain réalisé par Sergio Sollima, sorti en 1970.

## Synopsis
Doublé par sa petite amie, Jeff Heston, un tueur professionnel, échappe de peu à un assassinat et tente de se venger.

## Fiche technique
- Titre français : La Cité de la violence
- Titre original : Città violenta
- Réalisation : Sergio Sollima
- Scénario : Gianfranco Calligarich, Sauro Scavolini, Sergio Sollima et Lina Wertmüller, d'après une histoire de Gianfranco Galligarich et Arduino Maiuri
- Musique : Ennio Morricone
- Photographie : Aldo Tonti
- Montage : Nino Baragli
- Production : Arrigo Colombo, Giorgio Papi
- Sociétés de production : Fono Roma, Target Associates, Unidis, Universal Pictures France
- Pays :  Italie,  France,  États-Unis
- Format: couleur - Mono - 35 mm - 2.35:1
- Genre : Action, thriller et film de gangsters
- Durée : 100 min
- Dates de sortie :
  - Italie : 17 septembre 1970
  - France : 16 octobre 1970
- Classification : Interdit aux moins de 12 ans (France)

## Distribution
- Charles Bronson (VF : Claude Bertrand) : Jeff Heston
- Telly Savalas (VF : André Valmy) : Al Weber
- Jill Ireland (VF : Anne Carrère) : Vanessa Shelton
- Michel Constantin (VF : lui-même) : Killain
- Umberto Orsini (VF : Jean Lagache) : Steve
- Ray Saunders (VF : Bachir Touré) : Le prisonnier
- Benjamin Lev (VF : Patrick Dewaere) : Le jeune prisonnier
- Peter Dane (VF : René Bériard) : L'animateur de télévision
- George Savalas (VF : Georges Atlas) : Shapiro
- Goffredo Unger (VF : Philippe Dumat) : Coogan, le tueur

## Autour du film
- Avec ce film, Charles Bronson fait son entrée dans le film d'action, bien avant sa collaboration avec Michael Winner sur Le Cercle noir (1973) et Un justicier dans la ville (1974).
- Il est à noter que le coureur automobile suisse Joseph Siffert apparait dans le film.
- Sur le plateau, Michel Constantin et Charles Bronson font un pacte de sang. Ils mourront tous deux en 2003 à deux jours d'intervalle[1].
- Le frère de Telly Savalas, George Savalas, apparaît ici dans le rôle de Shapiro comme il jouera trois ans plus tard le rôle de l'inspecteur Stavros dans Kojak.